# Holme Low
Holme Low – civil parish w Anglii, w Kumbrii, w dystrykcie (unitary authority) Cumberland. W 2011 civil parish liczyła 362 mieszkańców. W obszar civil parish wchodzą także Barracks Bridge, Blackdyke, Blitterlees, Calvo, Causewayhead, Greenrow, Seaville i Wolsty.